# سيدني س. وولف
سيدني س. وولف (بالإنجليزية: Sidney C. Wolff)‏ هي عالمة فيزياء فلكية وعالمة فلك أمريكية، ولدت في 6 يونيو 1941 في سيوكس سيتي في الولايات المتحدة.

## النشأة
ولدت سيدني وولف في مدينة سيوكس بولاية آيوا في عام 1941، وهي ابنة لجورج ألبرت كارن وإيثيل كارني. بسبب الترقيات المهنية لوالدها، ذهبت إلى خمس مدارس. أصبحت وولف مهتمة بعلم الفلك في الصف الثالث بعد درس إملائي يحوي كلمات فلكية. التحقت وولف أيضًا بثلاث مدارس ثانوية: واحدة في سانت لويس، وميسوري، وبنسونفيل ومدرسة يورك الثانوية، وكلاهما في ضواحي شيكاغو بولاية إلينوي. على الرغم من التنقلات، شجعها والدها على حضور عدة دورات في الرياضيات في المدرسة الثانوية والتي سمحت لها بدراسة علم الفلك في الكلية.
بعد تخرجها من المدرسة الثانوية في سن 17، تابعت الدراسة في كلية كارلتون، وهي كلية فنون ليبرالية خاصة في نورثفيلد بمينيسوتا. على الرغم من أنها تعتبر رائدة في اللغة اللاتينية، إلا أنها حصلت على درجة البكالوريوس في علم الفلك في عام 1962، وتزوجت من ريتشارد جيمس وولف في أغسطس.

## الحياة المهنية

### دكتوراه وبحوث ما بعد الدكتوراه
بعد التخرج، واصلت وولف حصولها على درجة الدكتوراه في علم الفلك من جامعة كاليفورنيا في بيركلي في عام 1966. أثناء وجودها في بيركلي، أجرت بحثًا عن النجوم الثنائية مع عالم الفلك جورج والرستين. عملت أيضًا في مشروع بحثي مع مستشارها الرئيسي وعالم الفلك جورج بريستون على أطروحتها التي ركزت على علم الفلك النجمي، وهو موضوع جديد نسبيًا لعلماء الفلك في ذلك الوقت. بعد حصولها على درجة الدكتوراه، واصلت وولف البحث عن النجوم من الفئة A وطبيعة حقولهم المغناطيسية وتغيرها خلال بحثها بعد الدكتوراه الذي بدأته بالتنقل بين مرصد ليك في جامعة كاليفورنيا بسانتا كروز وبيركلي.
سرعان ما قبلت فرصة عمل لبرنامج جديد وانضمت إلى معهد علم الفلك بجامعة هاواي حيث عملت كمساعدة ومشاركة فلكية في الفترة من 1971-1976. أثناء وجودها في هاواي، قضت وولف 17 عامًا في المساهمة في تحويل مونا كيا إلى واحد من أفضل المواقع في العالم لعلم الفلك. على ارتفاع 14000 قدم، يعد مونا كيا واحد من أوضح مواقع الصور بسبب طوله وجفافه. غيّر هذا علم الفلك القائم على الأرض واكتسب اهتمام المنظمات الفلكية الأخرى، مما أدى في النهاية إلى تركيب تلسكوب كندا وفرنسا وهاواي. ساهمت وولف أيضًا في بناء التلسكوب SOAR الذي يبلغ طوله 4.1 أمتار في مرصد أمريكان كرو تولولو بالقرب من لا سيرينا بتشيلي.

### القيادة
بدأت خبرة وولف القيادية في عام 1976 عندما بدأت العمل كمديرة مساعدة لمعهد علم الفلك في جامعة هاواي حتى عام 1983 وأصبحت فيما بعد مديرة بالنيابة حتى عام 1984. بدأت خبرة وولف القيادية في عام 1976، عندما بدأت العمل كمديرة مساعدة لمعهد علم الفلك في جامعة هاواي حتى عام 1983 وأصبحت فيما بعد مديرة بالنيابة حتى عام 1984. في وقت لاحق من ذلك العام، غادرت وولف هاواي حيث عُيّنت مديرة مرصد كيت بيك الوطني (KPNO) في توكسون، أريزونا حتى عام 1987. خلال فترة وجودها في كيت بيك، ساهمت في تطوير تلسكوب WIYN ذو ال 3,5 متر.
في ربيع عام 1987، عُيّنت وولف مديرة المراصد الوطنية لعلم الفلك البصري حتى عام 2001، مما جعلها أول امرأة في التاريخ الأمريكي تدير مرصدًا رئيسيًا وأطول فترة لخدمة NOAO. في عامي 1985 و 1986، أصبحت وولف ثاني امرأة تشغل منصب رئيس الجمعية الفلكية لمنطقة المحيط الهادئ ومرة أخرى كرئيس للجمعية الفلكية الأمريكية في عام 1992.

### العضوية
كانت وولف عضوًا نشطًا في الاتحاد الفلكي الدولي (IAU) منذ الثمانينيات وعضو حالي في قسم G Stars وفيزياء النجوم. يتكون القسم من أكثر من 3000 عضو ويركز على فهم كتل النجوم وكيفية تطورها وخصائصها باستخدام تقنيات البحث مثل الملاحظة والنظرية والقياسات والتنبؤات حول النجوم والفيزياء النجمية.

## المنشورات
في عام 1987، بدأت وولف كتابة كتب مدرسية في علم الفلك التمهيدي مع الفلكي ديفيد موريسون، ثم انضم أندرو فراكنوي -المسؤول التنفيذي السابق للجمعية الفلكية في منظقة المحيط الهادئ- إلى فريقهم. أنتج العلماء الثلاثة رحلات إلى النجوم والمجرات ورحلات إلى الكواكب. تتضمن النصوص الأخرى التي ألفتها وولف (الكون بلا حدود: علم الفلك في العصر الجديد للاكتشاف والنجوم من نوع A - مشاكل ومنظورات) عام 1983.
في عام 2002، شاركت وولف في تأسيس مجلة Astronomy Education Review، وهي أول مجلة فلكية تُراجع من قبل النظراء عبر الإنترنت للباحثين والمربين. تُنشر المجلة من خلال الجمعية الفلكية الأمريكية وتُحرر من قبل وولف وزميلها الفلكي أندرو فراكنو.

## الجوائز
في عام 2006، منحت الجمعية الأمريكية لعلم الفلك وولف جائزة التعليم لعام 2006 لتفانيها المستمر في علوم الفلك وعلوم الفضاء ومهارات القيادة.